# Blaberus parabolicus
Blaberus parabolicus är en kackerlacksart som beskrevs av Walker, F. 1868. Blaberus parabolicus ingår i släktet Blaberus och familjen jättekackerlackor. Inga underarter finns listade.